# Políkhronon
Políkhronon (Polychrono) är en ort i Grekland.   Den ligger i prefekturen Chalkidike och regionen Mellersta Makedonien, i den nordöstra delen av landet, 230 km norr om huvudstaden Aten. Políkhronon ligger 9 meter över havet och antalet invånare är 997.
Terrängen runt Políkhronon är kuperad åt sydväst, men norrut är den platt. Havet är nära Políkhronon åt nordost. Runt Políkhronon är det ganska glesbefolkat, med 42 invånare per kvadratkilometer. Närmaste större samhälle är Kassandra, 10,4 km väster om Políkhronon. 